# Maeve Courtier-Lilley
Maeve Courtier-Lilley, född 31 mars 2001 i Wales, är en brittisk skådespelare.
Courtier-Lilley har bland annat medverkat i TV-serien The Outpost. Hon har även medverkat i filmen Gran Turismo samt TV-serienThe Red King med planerad premiär 2024.

## Filmografi (i urval)
- 2021 – The Outpost (TV-serie)
- 2023 – Gran Turismo
- 2024 – The Red King (TV-serie)